# Bingo Players
Bingo Players (Maarten Hoogstraten) é um DJ e produtor musical holandês de dance e electro house. Bingo Players era originalmente uma dupla incluindo Paul Baumer. Após o falecimento de Paul, Maarten anunciou que Paul tinha dito para continuar com o Bingo Players. Eles são mais conhecidos pelas suas canções de sucesso "Cry (Just a Little)" e "Rattle". "Cry (Just a Little)" foi um hit Top 40 na Holanda, Bélgica, Reino Unido e outras partes da Europa e da Austrália, além de um sucesso em clubes internacionais. O Bingo Players foram classificados em número 52 na lista de Top 100 DJs da DJ Mag de 2013.

## Carreira
Em 2006, o Bingo Players foi fundado pelos DJ's holandeses Maarten Hoogstraten e Paul Bäumer e juntos eles assinaram contrato com a sua própria gravadora Hysteria Records. Eles passaram a registrar seus próprios remixes de várias músicas ao longo dos anos. Além de discotecar e produzir, o Bingo Players possuem e operam a Hysteria Records. A gravadora lança os singles do Bingo Players e de outros produtores em todo o mundo, incluindo Bassjackers, MAKJ, Sandro Silva, Ralvero e Gregori Klosman.
Em maio de 2011, o Bingo Players lançou "Cry (Just a Little)", que empresta letras de "Piano in the Dark" de Brenda Russell. No mesmo ano, o Bingo Players teve um hit com seu gravação original, "Rattle". A canção desempenhou no Top 40 na Holanda, França, Suécia e Dinamarca.
Em 2013, uma versão renovada de "Rattle", intitulada "Get Up (Rattle)" foi lançado e se tornou single número um no Reino Unido, além de ser um hit Top 10 na Alemanha, Áustria, França, Austrália e outras partes da Europa. O single foi certificado como disco de outro no Canadá, prata no Reino Unido, e quatro vezes platina na Austrália.
No dia 19 de julho de 2013, Paul Bäumer anunciou na fan-page da dupla no Facebook, que ele foi diagnosticado com câncer e que Maarten iria representar a dupla sozinho enquanto ele fazia tratamento. Paul afirmou que ele ainda estava trabalhando em estúdio, bem como tomar a liderança na administração da gravadora Hysteria, buscando entretanto o tratamento médico.
Em 17 de dezembro de 2013, Paul Bäumer morreu depois de lutar contra o câncer por mais de um ano. Maarten anunciou a notícia no Facebook em 18 de dezembro. Ele havia cancelado todos os shows programados para ter tempo livre para lamentar a perda com a sua família e amigos, bem como comparecer ao funeral.
No início de 2014, o Bingo Players anunciou que Maarten iria continuar em carreira solo, de acordo com o desejo de Paul. Na mesma época, o Bingo Players lançaram "Knock You Out". "Knock You Out" foi o primeiro número um do grupo na parada de dança dos Estados Unidos.

## Discografia

### Singles
| Título                                                                                      | Ano  | Melhores posições | Melhores posições | Melhores posições | Melhores posições | Melhores posições | Melhores posições | Melhores posições | Melhores posições | Melhores posições | Melhores posições | Certificações                              | Álbum            |
| Título                                                                                      | Ano  | NL                | AUS               | AUT               | BEL (Vl)          | BEL (Wa)          | DEN               | FRA               | SWE               | NZ                | UK                | Certificações                              | Álbum            |
| ------------------------------------------------------------------------------------------- | ---- | ----------------- | ----------------- | ----------------- | ----------------- | ----------------- | ----------------- | ----------------- | ----------------- | ----------------- | ----------------- | ------------------------------------------ | ---------------- |
| "Touch Me" (Bingo Players vs. Chocolate Puma)                                               | 2008 | 73                | —                 | —                 | —                 | —                 | —                 | —                 | —                 | —                 | —                 |                                            | Single sem álbum |
| "Chop"                                                                                      | 2008 | 78                | —                 | —                 | —                 | —                 | —                 | —                 | —                 | —                 | —                 |                                            | Single sem álbum |
| "I Will Follow (Theme Fit for Free Dance Parade 2009)" (com participação de Dan'thony)      | 2009 | 82                | —                 | —                 | —                 | —                 | —                 | —                 | —                 | —                 | —                 |                                            | Single sem álbum |
| "Devotion"                                                                                  | 2009 | —                 | —                 | —                 | 26                | 35                | —                 | —                 | —                 | —                 | —                 |                                            | Single sem álbum |
| "Tom's Diner"                                                                               | 2010 | —                 | —                 | —                 | 25                | —                 | —                 | —                 | —                 | —                 | —                 |                                            | Single sem álbum |
| "Cry (Just a Little)"                                                                       | 2011 | 7                 | —                 | —                 | 28                | —                 | —                 | —                 | —                 | —                 | 44                |                                            | Single sem álbum |
| "Rattle"                                                                                    | 2011 | 91                | —                 | 46                | —                 | —                 | 35                | 8                 | 42                | —                 | —                 |                                            | Single sem álbum |
| "Don't Blame the Party (Mode)" (com participação de Heather Bright)                         | 2012 | 55                | —                 | —                 | 54                | —                 | —                 | —                 | —                 | —                 | —                 |                                            | Single sem álbum |
| "Out of My Mind"                                                                            | 2012 | —                 | —                 | —                 | 62                | —                 | —                 | —                 | —                 | —                 | —                 |                                            | Single sem álbum |
| "Get Up (Rattle)" Bingo Players (com participação de Far East Movement)                     | 2012 | 19                | 4                 | 16                | 10                | —                 | 6                 | 8                 | 37                | 25                | 1                 | - ARIA: 2× Platina - BPI: Prata - MC: Ouro | Single sem álbum |
| "Knock You Out"                                                                             | 2014 | 70                | —                 | —                 | —                 | —                 | —                 | —                 | —                 | —                 | —                 |                                            | Single sem álbum |
| "Nothing to Say"                                                                            | 2015 | —                 | —                 | —                 | —                 | —                 | —                 | —                 | —                 | —                 | —                 |                                            | Single sem álbum |
| "—" denota itens que não entraram nas tabelas musicais ou não foram lançados no território. |      |                   |                   |                   |                   |                   |                   |                   |                   |                   |                   |                                            |                  |

### Originais
- 2006: "Gimme All That You Got"
- 2006: "Sonic Stomp"
- 2007: "Shake It"
- 2007: "Chuck Full of Funk"
- 2007: "Party People"
- 2008: "Get Up"
- 2008: "Bounce (Till Ya)"
- 2008: "Blurr"
- 2009: "Disco Electrique" (com Chocolate Puma)
- 2009: "Devotion" (com Tony Scott)
- 2010: "When I Dip"
- 2010: "Get on the Move"
- 2010: "Obviously" (com Carl Tricks)
- 2010: "Lame Brained"
- 2011: "Sliced" (com Nicky Romero)
- 2011: "Mode"
- 2011: Cry (Just a Little)
- 2011: "Rattle"
- 2012: "L'Amour"
- 2012: "Out of My Mind"
- 2013: "Buzzcut"
- 2014: "Knock You Out" (com Kim Viera)
- 2015: "Curiosity"
- 2016: "Lone Wolf"
- 2016: "Be with You"
- 2017: "Bust This"
- 2017: "No. 1 Disco"
- 2017: "Tic Toc" (com Oomloud)
- 2017: "Beat The Drum"
- 2017: What's Next EP
- 2018: "Everybody" (com Goshfather)

### Remixes

#### 2007
- UHM – "House Ya" (Bingo Players Remix)

#### 2008
- UHM & Tony Flexx – "Our House" (Bingo Players Remix)
- Josh The Funky 1 – "It's the Music" (Bingo Players Remix)
- Ian Carey – "Redlight" (Bingo Players Remix)
- Erick E – "Wanna Go Again" (Bingo Players Remix)
- Groovenatics – "Joy" (Bingo Players Remix)
- Gio Martinez, Genetik – "Pixel" (Bingo Players Remix)
- Todd Terry – "Uncle Tech" (Bingo Players Remix)
- Soulcatcher com participação de Amanda Wilson – "Falling for You" (Bingo Players Remix)

#### 2009
- Ron Carroll – "Bump to Dis" (Bingo Players vs. Bart B More Remix)
- Oliver Twizt – "You're Not Alone" (Bingo Players Remix)
- Harrison Crump – "Gone" (Bingo Players Remix)
- Kristine W – "Feel What You Want" (Bingo Players Feel It 2 Remix)
- Joachim Garraud – "Are U Ready?" (Bingo Players Remix)
- Villanord – "Muzik" (Bingo Players Remix)
- Ferry Corsten com participação de Maria Nayer – "We Belong" (Bingo Players Remix)
- Sander van Doorn & Marco V – "What Say?" (Bingo Players Remix)
- Patric La Funk – "Xylo" (Bingo Players Remix)
- Sir James – "Special" (Bingo Players Remix)
- N.E.R.D – "Lapdance" (Bingo Players Bootleg Remix)
- Nick Supply com participação de Tasha Baxter – "That Bounce Track" (Bingo Players Remix)
- Gel Abril – "Spells of Yoruba" (Bingo Players Remix)
- Martin Solveig – "Poptimistic" (Bingo Players Remix)
- Kid Cudi & Crookers – "Day'N'Nite" (Bingo Players Remix)

#### 2010
- Gramophonedzie – "Why Don't You" (Bingo Players Remix)
- Mastiksoul com participação de Zoey – "Taking Me Hi" (Bingo Players Remix)
- Eddie Thoneick com participação de Terri B. – "Release" (Bingo Players Remix)
- Kelis – "Milkshake" (Bingo Players Bootleg)
- The Black Eyed Peas – "The Time (Dirty Bit)" (Bingo Players Bootleg)
- David Guetta com participação de Kid Cudi – "Memories" (Bingo Players Remix)
- Dany P-Jazz, Fedde Le Grand, Funkerman – "New Life" (Bingo Players Remix)
- Green Velvet – "La La Land" (Bingo Players Remix)

#### 2011
- Sir Mix-a-Lot – "Baby Got Back" (Bingo Players Bootleg)
- Pitbull com participação de Ne-Yo, Afrojack & Nayer – "Give Me Everything" (Bingo Players Remix)
- Sander van Doorn – "Koko" (Bingo Players Remix)
- The Prodigy – "Everybody in the Place" (Bingo Players Bootleg)
- Wally López – "Welcome Home" (Bingo Players Remix)
- Manufactured Superstars com participação de Scarlett Quinn – "Take Me Over" (Bingo Players Remix)
- Flo Rida – "Good Feeling" (Bingo Players Remix)

#### 2012
- Far East Movement – "Jello" (Bingo Players Remix)
- Carl Tricks – "Mad Dash" (Bingo Players Edit)
- TJR vs Foreigner - "Cold as Oi" (Bingo Players Mashup)
- Maurizio Gubellini vs Macklemore - "Who's In The Thriftshop" (Bingo Players Mashup)

#### 2013
- Dada Life – "Boing Clash Boom" (Bingo Players Remix)
- Duck Sauce – "Radio Stereo" (Bingo Players Remix)

#### 2014
- Gorgon City - "Here for You" (Bingo Players Remix)

#### 2015
- Mystery Skulls - Magic (Bingo Players' French Fried Rework)
- Hardwell featuring Jason Derulo - Follow Me (Bingo Players Remix)

#### 2016
- Bingo Players - "Tom's Diner" (Bingo Players 2016 Re-Work)

#### 2017
- Charlie Puth - "Attention" (Bingo Players Remix)

### Como Produtor
- 2012: Flo Rida – "I Cry"
- 2012: Ne-Yo – "Forever Now"
- 2013: Alexis Jordan - "Acid Ran"